# Solymári-sziklaüreg
A Solymári-sziklaüreg Solymáron, a Zsíros-hegyen lévő egyik barlang volt. A kőbányászat semmisítette meg a pleisztocén kori őslénytani leleteket szolgáltató üreget.

## Leírás
A Solymári-ördöglyuk és a Solymári-kőfülke közvetlen közelében található nagy mészkőbányában tárult fel. Tektonikus repedés mentén dachsteini mészkőben képződött, majd teljes hosszában barlangi agyagrétegek töltötték ki a csaknem függőleges üregét. Ez azért volt, mert a felső része a szabadba nyílt. Tasnádi Kubacska András szerint 10–12 m mélységig volt feltárva. Kadić Ottokár azt írta, hogy 10–12 m magas volt. Ez az adat jelenleg tehát vertikális kiterjedést jelent, mert nem lehet megállapítani, hogy mély volt az üreg, vagy magas.
1984-ben volt először Solymári-sziklaüregnek nevezve a barlang az irodalmában. Előfordul a barlang az irodalmában Solymári-sziklahasadék (Láng 1958), Solymári sziklahasadék (Bertalan 1976) és Solymári sziklaüreg (Tasnádi Kubacska 1926) neveken is.

## Őslénytani leletek

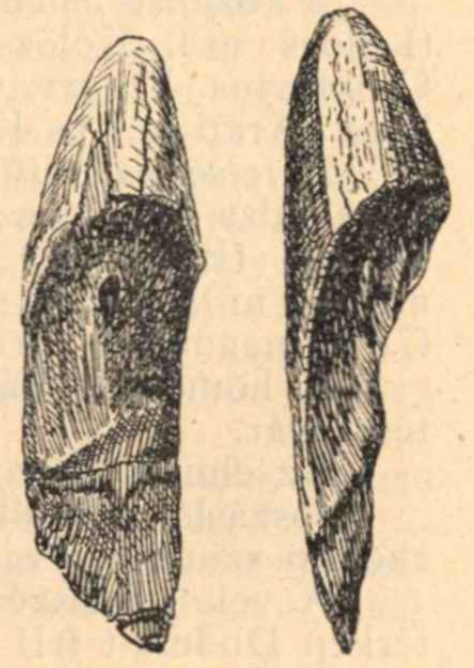
A Solymári-sziklaüregben talált, kiskevélyi típusú penge elölről és oldalról nézve. Jól látható rajta a lecsiszolódott lapocska (Rajzolta: Véghelyi Lajos)

Budinszky Károly 1907-ben emlősfajok leleteinek a megtalálásáról számolt be innen, amiket a Budapesti Tudományegyetem Földtani Tanszékén preparált és a halála után az egyetem tulajdona lett. A talált leletek Ursus spelaeus, Canis lupus, Canis vulpes, Panthera spelaea, Equus caballus, Cervus capreolus, Cervus elaphus, Cervus alces és antilopfélék maradványai voltak. A csontok többsége barlangi medve csont és a szürke farkas csont is gyakori. A barlangi oroszlán maradványai a legszebb darabok és mind a négy mancsot nagyon jól lehetett rekonstruálni belőlük. Méhelÿ Lajos megjegyezte, hogy a maradványok nincsenek rétegek szerint elkülönítve és a negyedidőszaki leletek a recens leletekkel keveredtek. Vadász Elemér megállapította, hogy nem volt réteghatár és ezért nem lehetett a rétegeket elkülöníteni. Budinszky Károly ekkor nem tulajdonított nagy jelentőséget a gyűjtött maradványainak.
Az anyagot Kubacska András dolgozta fel, amit Papp Károly engedett át neki. Nopcsa Ferenc dolgozószobát biztosított munkájához a Földtani Intézetben, Kadić Ottokár az intézet oszteológiai anyagának használatát tette lehetővé, Vadász Elemér, aki Budinszky Károllyal többször járt a helyszínen, betekintést engedett a naplójegyzeteibe. Kubacska András kiegészítette a faunalistát az európai sünnel, a barlangi hiénával, egy mus fajjal, a gyapjas orrszarvúval, egy nyúllal, amely valószínűleg havasi nyúl, a léprigóval, ezt Lambrecht Kálmán határozta meg és nem beazonosítható korú denevérfajokkal, ezeket Véghelyi Lajos határozta meg. Az antilop és a vörös róka kimutatása innen szerinte téves.
Az itt talált barlangi oroszlán négy mancsáról Haberl Viktor gipszmásolatokat készített, és külön vitrinben ki lettek állítva a Budai Vár-barlang régi barlangtani gyűjteményének részeként. Ritka az oroszlán előfordulása barlangban és a Solymáron talált csontok ráadásul majdnem teljesen megmaradtak.

## Kutatástörténet
Kőfejtés során, 1905-ben nyílt meg az üreg, és 1906 vagy 1907 folyamán vált kőfejtés áldozatává. 1907-ben jelent meg az üreget ismertető első írás. Budinszky Károly a Magyarhoni Földtani Társulat egyik szakülésén beszámolt az 1905-ben és 1906-ban gyűjtött őslénytani leletekről, melyek a Solymári-sziklaüregből kerültek elő. Beszámolójának az volt a célja, hogy az üreg környékének barlangjait vizsgálják át. Egy földtani bejárás alkalmával talált rá a sziklaüregre. A barlangot Kubacska András részletesen ismertette egyik, 1926-ban tartott előadásában, majd az ez alapján készült publikációjában. Ebben a dolgozatban megjelent 5 fénykép, melyek bemutatják a barlangban talált leleteket. A tanulmányba bekerült a lelőhely keresztmetszet térképvázlata, melyen a rétegtani viszonyok is szemléltetve vannak. A térképvázlatot Budinszky Károly adatait felhasználva rajzolta Vadász Elemér.
A Tasnádi Kubacska András által írt, A természet 1928. évi évfolyamában megjelent tanulmányban publikálva lett a Solymári-sziklaüreg 1906-ban készült, Bartucz Lajos által készített fényképe is, amely az üreget bemutató egyetlen megmaradt fénykép. Az 1937. évi Barlangvilágban kiadott és Kadić Ottokár által írt beszámolóban szó van arról, hogy 1936-ban, a Solymári-ördöglyukban találtak farkas és barlangi medve csontokat, illetve gyapjas orrszarvú combcsontot a kutatók. Ezek a maradványok azt bizonyítják, hogy a solymári sziklaüregekből régen előkerült jégkori emlősök a Solymári-ördöglyukban is megtalálhatók.
Az 1958-ban napvilágot látott, Budapest természeti képe című könyvben az olvasható, hogy a barlang már nincs meg, mert a bányászat megsemmisítette. É–D-i irányú, tektonikus eredetű, kb. 12 m magas és 3–4 m széles hasadék volt, amely később kitöltődött pleisztocén rétegekkel. Az alsó, 5 m vastag rétegsora kb. 5 m vastag, mészkőtörmelékes barlangi agyagból és az arra rakódott pár dm-es, kalcitos és aragonitos padból állt. Ez a réteg nem tartalmazott ősmaradványokat, de érdekes, mert már Budinszky Károly is megállapította, hogy forrásműködés nyomai megfigyelhetők benne úgy, mint a Solymári-ördöglyuk üledékeiben. Feljebb 2–3 m vastag vörösbarna agyagréteggel, majd 4 m vastag sárgás, barlangi agyaggal folytatódik a hasadék rétegsora.
Az előbbiből került elő a barlangi medvecsontokat tartalmazó fauna. Vagyis, ebben az időszakban Tasnádi Kubacska András szerint a felső pleisztocén alsósolutréi kultúra idején már jobban ki volt emelkedve a terület és abbamaradt a karsztvíz, hévíz kifolyása a környező barlangokból. A Solymári–Pilisvörösvári-medence térszínéhez, azaz a legközelebbi erózióbázis szintjéhez képest a barlangi hasadék pedig magasabb, függőbb helyzetbe került. A felsőbb szint sárgás legfelső pleisztocén agyagából nem került elő fauna. A Solymári-kőfülke kioldódása a Solymári-sziklaüreghez hasonlóan a mainál alacsonyabb, az erózióbázis közelében lévő szinten történt.
Az 1976-ban befejezett, Magyarország barlangleltára című kéziratban az olvasható, hogy a Budai-hegyekben lévő Csúcs-hegy É-i oldalában elhelyezkedő kőfejtőben, Solymáron nyílt Solymári sziklaüreg másik neve Solymári sziklahasadék. Az É–D-i irányú tektonikus repedés mentén létrejött sziklaüreg 10–12 m mély. Lefejtették. A kézirat barlangot ismertető része 2 irodalmi mű alapján lett írva.
A Bertalan Károly és Schőnviszky László által összeállított, 1976-ban megjelent Magyar barlangtani bibliográfia barlangnévmutatójában meg van említve a Budai-hegységben lévő barlang Solymári-sziklaüreg néven. A barlangnévmutatóban meg van említve 2 irodalmi mű, amelyek foglalkoznak a barlanggal. Az 1984-ben kiadott, Magyarország barlangjai című könyv országos barlanglistájában szerepel a Budai-hegységben lévő barlang (Solymári-sziklaüreg, Solymári sziklahasadék). A listához kapcsolódóan látható a Dunazug-hegység barlangjainak földrajzi elhelyezkedését bemutató, 1:500 000-es méretarányú térképen a barlang földrajzi elhelyezkedése.
Az 1986-ban kiadott, Pest megye régészeti topográfiája (A budai és szentendrei járás) című könyvben szó van arról, hogy Solymáron helyezkedik el a 25/11. sz. lelőhely (Kőbánya, Felsberg, Solymári-ördöglyuk) (őskőkor, késő bronzkor?, barlang). A lelőhely leírása szerint Solymártól Ny-ra emelkedik a dachsteini mészkőből felépült Felsberg, amelynek É-i oldalában van egy régóta művelés alatt álló kőbánya. Egy tektonikus repedés mentén létrejött, hordalékkal feltöltődött sziklahasadékot fedeztek fel itt 1905-ben. A sziklahasadék 10–12 m mélységig lett feltárva. Budinszky Károly a humuszréteg felső részében cserepeket, amelyek a La Tène-kultúrát bizonyító díszítés nélküliek, a humuszréteg alsó részében pedig bronzkori edénytöredékeket talált. A glaciális rétegben lévő barlangi medvecsontok között volt kiskevélyi penge is. A kiadványban van egy Solymár térkép, amelyen megfigyelhető a lelőhely földrajzi elhelyezkedése. A térképen 11-es számmal van jelölve a lelőhely.
A Pest megyében lévő Solymáron elhelyezkedő Solymári-sziklaüreg, Kőbánya (Felsberg) a teljesen feltárt és elpusztult barlangi régészeti lelőhelyek közé van sorolva a 2013-ban publikált és Varga Gábor által írt tanulmányban.

## További irodalom
- Budinszky Károly: Solymár egykori rengetegjeinek ősoroszlánjai. Pesti Hírlap, 1909. július, 11. sz.
- Kubacska András: Der pleistozäne Knochenfund der Solymárer Felsspalte. Barlangkutatás, 1926–1927. (14–15. köt.) 1–4. füz. 61–65. old.
- Kubacska András: Az ember egykori jelenlétét jelző leletek a solymári sziklaüregből. Barlangkutatás, 1926–1927. (14–15. köt.) 1–4. füz. 20–22. old.